# جوانا جوينج
جوانا جوينج (بالإنجليزية: Joanna Going) هي ممثلة أمريكية، ولدت في 22 يوليو 1963 بواشنطن العاصمة في الولايات المتحدة.

## أعمال

### أفلام
- (2002) وحيد في المنزل 4
- (2011) شجرة الحياة
- (2014) حب ورحمة[6]

### مسلسلات
- رجال ماد
- عالم آخر

## وصلات خارجية
- جوانا جوينج على موقع IMDb (الإنجليزية)
- جوانا جوينج على موقع روتن توميتوز (الإنجليزية)
- جوانا جوينج على موقع ألو سيني (الفرنسية)
- جوانا جوينج على موقع أول موفي (الإنجليزية)
- جوانا جوينج على موقع قاعدة بيانات الأفلام السويدية (السويدية)
- جوانا جوينج على موقع إن إن دي بي (الإنجليزية)
- جوانا جوينج على موقع قاعدة بيانات الفيلم (الإنجليزية)
- جوانا جوينج على موقع كينوبويسك (الروسية)